# Batalla de Fraile Muerto
La Batalla de Fraile Muerto (provincia de Córdoba, Argentina, 5 de febrero de 1831) fue un enfrentamiento entre las fuerzas unitarias al mando del coronel Juan Esteban Pedernera y las federales de Buenos Aires, bajo la dirección del coronel Ángel Pacheco.
El derrocamiento y fusilamiento de Manuel Dorrego por Juan Lavalle en diciembre de 1829 inició una guerra civil entre federales y unitarios en la Argentina. El general José María Paz se hizo nombrar gobernador de la provincia de Córdoba, y tras derrotar por dos veces al caudillo riojano Juan Facundo Quiroga, reunió tras de sí a las ocho provincias del interior del país, formando con ellas la Liga del Interior, de ideología afín a los unitarios. Mientras tanto, Juan Manuel de Rosas derrotaba a Lavalle en la provincia de Buenos Aires y se lanzaba sobre la Liga del Interior, aliado al gobernador santafesino Estanislao López.
Seguro de que no podía ser derrotado en campo abierto, Paz se limitó a enfrentar a varias partidas en el interior de Córdoba, y aseguró los límites de la provincia con partidas secundarias. La división que debía guarnecer la frontera sudeste de la provincia estaba al mando del coronel Juan Esteban Pedernera, con sede en el pueblo de Fraile Muerto (hoy Bell Ville). El grueso de sus fuerzas eran soldados de Quiroga, unidos a la fuerza al ejército unitario.
En la madrugada del 5 de febrero de 1831, la división porteña de Ángel Pacheco sorprendió el pueblo de Fraile Muerto, en un ataque sorpresa y correctamente dirigido. Pero más importante que las ventajas tácticas fue el hecho de que los exsoldados de Quiroga se pasaron de bando y pelearon por Pacheco. La victoria de este fue total, y su división controló el sudeste de la provincia.
Pacheco entregó esos hombres a Facundo Quiroga, que con ellos ocupó Río Cuarto, en el sudoeste cordobés, y siguió hacia San Luis, provincia que reconquistó sin problemas. Semanas después, triunfaba nuevamente y ocupaba Mendoza.
Tanto la victoria de Pacheco como el éxito de la campaña de Quiroga evidenciaron la errada estrategia de Paz, que decidió forzar una batalla de grandes ejércitos a Estanislao López: este logró durante semanas evadir la batalla y Paz se acercó demasiado a sus fuerzas, con el resultado de que fue capturado por los federales. El ejército unitario se retiró a Tucumán, donde fue definitivamente vencido por Quiroga.
En este sentido, Fraile Muerto fue el principio del fin de la Liga del Interior.
- Datos: Q5722485